# Кутія в'єтнамська
Ку́тія в'єтнамська (Cutia legalleni) — вид горобцеподібних птахів родини Leiothrichidae. Мешкає у В'єтнамі і Лаосі. Раніше вважався підвидом гімалайської кутії.

## Підвиди
Виділяють два підвиди:
- C. l. hoae Eames, JC, 2002 — південно-східний Лаос і центральний В'єтнам;
- C. l. legalleni Deignan, 1947 — південь центрального В'єтнаму.

## Поширення і екологія
В'єтнамські кутії живуть у вологих гірських тропічних лісах. Зустрічаються на висоті від 1200 до 2100 м над рівнем моря.

## Збереження
МСОП класифікує стан збереження цього виду як близький до загрозливого. За оцінками дослідників, популяція в'єтнамських кутій становить від 18 до 37 тисяч птахів. Їм загрожує знищення природного середовища.